# دارن لين بوسمان
دارن لين بوسمان (بالإنجليزية: Darren Lynn Bousman)‏ (مواليد 11 يناير 1979 -) هو مخرج أمريكي.

## نبذة مختصرة عن حياته
بعدما أن درس السينما في إحدى الجامعات كانت بدايته في إخراج الفلم القصير «أحلام جميلة» (بالإنجليزية: Butterfly Dreams)‏ وبعد غياب عدة سنوات عاد بفلم الرعب الشهير saw II

## الإخراج
من أشهر الأفلام التي أخرجها ثلاثة أجزاء متسلسلة من سلسلة أفلام الرعب saw ابتداء من الجزء الثاني

## التأليف
شارك في تأليف saw II مع الكاتب لاي وانيل وألف منفردا الجزء الثامن من سلسلة أفلام saw أو saw 11-11-11 الذي لم يعرض بعد

## مواقع خارجية
- دارن لين بوسمان على موقع IMDb (الإنجليزية)
- دارن لين بوسمان على موقع ألو سيني (الفرنسية)
- دارن لين بوسمان على موقع أول موفي (الإنجليزية)
- دارن لين بوسمان على موقع بوكس أوفيس موجو (الإنجليزية)
- دارن لين بوسمان على موقع قاعدة بيانات الأفلام السويدية (السويدية)
- دارن لين بوسمان على موقع إن إن دي بي (الإنجليزية)
- دارن لين بوسمان على موقع قاعدة بيانات الفيلم (الإنجليزية)
- دارن لين بوسمان على موقع كينوبويسك (الروسية)